# Арендзе
Арендзе (њем. Arendsee) град је у њемачкој савезној држави Саксонија-Анхалт. Једно је од 40 општинских средишта округа Алтмарк Салцведел. Према процјени из 2010. у граду је живјело 6.035 становника. Посједује регионалну шифру (AGS) 15081030, NUTS (DEE04) и LOCODE (DE ASE) код.

## Географски и демографски подаци
Арендзе се налази у савезној држави Саксонија-Анхалт у округу Алтмарк Салцведел. Град се налази на надморској висини од 25 метара. Површина општине износи 199,3 km². У самом граду је, према процјени из 2010. године, живјело 6.035 становника. Просјечна густина становништва износи 30 становника/km².